# Gran Premio de la Comunidad Valenciana de 2018
El Gran Premio de la Comunidad Valenciana de 2018  (oficialmente Gran Premio Motul de la Comunitat Valenciana) fue la decimonovena prueba y última del Campeonato del Mundo de Motociclismo de 2018. Tuvo lugar en el fin de semana del 16 al 18 de noviembre de 2018 en el Circuito Ricardo Tormo situado en la localidad de Cheste, Comunidad Valenciana, España.
La carrera de MotoGP fue ganada por Andrea Dovizioso, seguido de Álex Rins y Pol Espargaró. Miguel Oliveira fue el ganador de la carrera de Moto2, por delante de Iker Lecuona y Álex Márquez. La carrera de Moto3 fue ganada por Can Öncü, Jorge Martín fue segundo y John McPhee tercero.

## Resultados

### Resultados MotoGP
| Pos.    | N.º | Piloto            | Constructor | Vueltas | Tiempo    | Parrilla | Puntos |
| ------- | --- | ----------------- | ----------- | ------- | --------- | -------- | ------ |
| 1       | 4   | Andrea Dovizioso  | Ducati      | 14      | 24:03.408 | 3        | 25     |
| 2       | 42  | Alex Rins         | Suzuki      | 14      | +2.750    | 2        | 20     |
| 3       | 44  | Pol Espargaro     | KTM         | 14      | +7.406    | 6        | 16     |
| 4       | 51  | Michele Pirro     | Ducati      | 14      | +8.647    | 12       | 13     |
| 5       | 26  | Dani Pedrosa      | Honda       | 14      | +13.351   | 9        | 11     |
| 6       | 30  | Takaaki Nakagami  | Honda       | 14      | +32.288   | 14       | 10     |
| 7       | 5   | Johann Zarco      | Yamaha      | 14      | +32.806   | 11       | 9      |
| 8       | 38  | Bradley Smith     | KTM         | 14      | +33.111   | 22       | 8      |
| 9       | 6   | Stefan Bradl      | Honda       | 14      | +36.376   | 20       | 7      |
| 10      | 55  | Hafizh Syahrin    | Yamaha      | 14      | +37.198   | 21       | 6      |
| 11      | 45  | Scott Redding     | Aprilia     | 14      | +44.326   | 24       | 5      |
| 12      | 99  | Jorge Lorenzo     | Ducati      | 14      | +46.146   | 13       | 4      |
| 13      | 46  | Valentino Rossi   | Yamaha      | 14      | +52.809   | 16       | 3      |
| 14      | 17  | Karel Abraham     | Ducati      | 14      | +1:10.628 | 18       | 2      |
| 15      | 81  | Jordi Torres      | Ducati      | 14      | +1:16.739 | 23       | 1      |
| Ret     | 19  | Álvaro Bautista   | Ducati      | 7       | Caída     | 19       |        |
| Ret     | 25  | Maverick Viñales  | Yamaha      |         | No empezó | 1        |        |
| Ret     | 9   | Danilo Petrucci   | Ducati      |         | No empezó | 4        |        |
| Ret     | 93  | Marc Márquez      | Honda       |         | No empezó | 5        |        |
| Ret     | 29  | Andrea Iannone    | Suzuki      |         | No empezó | 7        |        |
| Ret     | 41  | Aleix Espargaró   | Aprilia     |         | No empezó | 8        |        |
| Ret     | 43  | Jack Miller       | Ducati      |         | No empezó | 10       |        |
| Ret     | 21  | Franco Morbidelli | Honda       |         | No empezó | 15       |        |
| Ret     | 12  | Thomas Luthi      | Honda       |         | No empezó | 17       |        |
| DNS     | 10  | Xavier Siméon     | Ducati      |         | No salió  |          |        |
| Fuente: |     |                   |             |         |           |          |        |

### Resultados Moto2
| Pos.    | N.º | Piloto              | Constructor | Vueltas | Tiempo    | Parrilla | Puntos |
| ------- | --- | ------------------- | ----------- | ------- | --------- | -------- | ------ |
| 1       | 44  | Miguel Oliveira     | KTM         | 25      | 45:07.639 | 10       | 25     |
| 2       | 27  | Iker Lecuona        | KTM         | 25      | +13.201   | 21       | 20     |
| 3       | 73  | Álex Márquez        | Kalex       | 25      | +22.175   | 16       | 16     |
| 4       | 54  | Mattia Pasini       | Kalex       | 25      | +28.892   | 14       | 13     |
| 5       | 87  | Remy Gardner        | Tech 3      | 25      | +30.106   | 17       | 11     |
| 6       | 20  | Fabio Quartararo    | Speed Up    | 25      | +32.126   | 9        | 10     |
| 7       | 23  | Marcel Schrötter    | Kalex       | 25      | +33.086   | 3        | 9      |
| 8       | 40  | Augusto Fernández   | Kalex       | 25      | +33.950   | 8        | 8      |
| 9       | 5   | Andrea Locatelli    | Kalex       | 25      | +35.707   | 18       | 7      |
| 10      | 24  | Simone Corsi        | Kalex       | 25      | +37.019   | 13       | 6      |
| 11      | 77  | Dominique Aegerter  | KTM         | 25      | +43.844   | 24       | 5      |
| 12      | 45  | Tetsuta Nagashima   | Kalex       | 25      | +45.871   | 20       | 4      |
| 13      | 4   | Steven Odendaal     | NTS         | 25      | +49.113   | 22       | 3      |
| 14      | 42  | Francesco Bagnaia   | Kalex       | 25      | +53.288   | 4        | 2      |
| 15      | 2   | Jesko Raffin        | Kalex       | 25      | +1:08.712 | 12       | 1      |
| 16      | 32  | Isaac Viñales       | Suter       | 25      | +1:25.666 | 28       |        |
| 17      | 18  | Xavier Cardelús     | Kalex       | 25      | +1:32.166 | 29       |        |
| 18      | 95  | Jules Danilo        | Kalex       | 25      | +1:47.502 | 30       |        |
| 19      | 21  | Federico Fuligni    | Kalex       | 24      | +1 vuelta | 27       |        |
| 20      | 3   | Lukas Tulovic       | Suter       | 24      | +1 vuelta | 31       |        |
| Ret     | 66  | Niki Tuuli          | Kalex       | 19      | Retirado  | 25       |        |
| Ret     | 97  | Xavi Vierge         | Kalex       | 13      | Retirado  | 2        |        |
| Ret     | 16  | Joe Roberts         | NTS         | 8       | Caída     | 19       |        |
| Ret     | 70  | Tommaso Marcon      | Speed Up    | 7       | Caída     | 26       |        |
| Ret     | 9   | Jorge Navarro       | Kalex       | 5       | Caída     | 23       |        |
| Ret     | 41  | Brad Binder         | KTM         | 3       | Caída     | 11       |        |
| Ret     | 22  | Sam Lowes           | KTM         | 3       | Caída     | 6        |        |
| Ret     | 89  | Khairul Idham Pawi  | Kalex       | 2       | Caída     | 15       |        |
| Ret     | 10  | Luca Marini         | Kalex       | 0       | Caída     | 1        |        |
| Ret     | 7   | Lorenzo Baldassarri | Kalex       | 0       | Caída     | 5        |        |
| Ret     | 36  | Joan Mir            | Kalex       | 0       | Caída     | 7        |        |
| DNS     | 14  | Héctor Garzó        | Tech 3      |         | No salió  |          |        |
| Fuente: |     |                     |             |         |           |          |        |

### Resultados Moto3
| Pos.    | N.º | Piloto                 | Constructor | Vueltas | Tiempo    | Parrilla | Puntos |
| ------- | --- | ---------------------- | ----------- | ------- | --------- | -------- | ------ |
| 1       | 61  | Can Öncü               | KTM         | 23      | 43:06.370 | 4        | 25     |
| 2       | 88  | Jorge Martín           | Honda       | 23      | +4.071    | 13       | 20     |
| 3       | 17  | John McPhee            | KTM         | 23      | +6.130    | 3        | 16     |
| 4       | 21  | Fabio Di Giannantonio  | Honda       | 23      | +12.897   | 15       | 13     |
| 5       | 33  | Enea Bastianini        | Honda       | 23      | +14.735   | 14       | 11     |
| 6       | 5   | Jaume Masiá            | KTM         | 23      | +21.984   | 16       | 10     |
| 7       | 23  | Niccolò Antonelli      | Honda       | 23      | +26.641   | 25       | 9      |
| 8       | 41  | Nakarin Atiratphuvapat | Honda       | 23      | +30.758   | 2        | 8      |
| 9       | 42  | Marcos Ramírez         | KTM         | 23      | +33.411   | 7        | 7      |
| 10      | 31  | Celestino Vietti       | KTM         | 23      | +39.008   | 23       | 6      |
| 11      | 71  | Ayumu Sasaki           | Honda       | 23      | +42.332   | 24       | 5      |
| 12      | 81  | Stefano Nepa           | KTM         | 23      | +48.931   | 28       | 4      |
| 13      | 25  | Raúl Fernández         | KTM         | 23      | +54.434   | 10       | 3      |
| 14      | 16  | Andrea Migno           | KTM         | 23      | +54.585   | 27       | 2      |
| 15      | 84  | Jakub Kornfeil         | KTM         | 23      | +56.424   | 8        | 1      |
| 16      | 22  | Kazuki Masaki          | KTM         | 23      | +57.222   | 22       |        |
| 17      | 19  | Gabriel Rodrigo        | KTM         | 23      | +1:00.541 | 29       |        |
| 18      | 48  | Lorenzo Dalla Porta    | Honda       | 23      | +1:35.093 | 20       |        |
| 19      | 40  | Darryn Binder          | KTM         | 22      | +1 vuelta | 19       |        |
| 20      | 12  | Marco Bezzecchi        | KTM         | 22      | +1 vuelta | 6        |        |
| Ret     | 77  | Vicente Pérez          | KTM         | 21      | Caída     | 12       |        |
| Ret     | 65  | Philipp Öttl           | KTM         | 15      | Retirado  | 26       |        |
| Ret     | 14  | Tony Arbolino          | Honda       | 11      | Caída     | 1        |        |
| Ret     | 26  | Izam Ikmal             | Honda       | 7       | Caída     | 30       |        |
| Ret     | 75  | Albert Arenas          | KTM         | 6       | Caída     | 9        |        |
| Ret     | 27  | Kaito Toba             | Honda       | 4       | Caída     | 21       |        |
| Ret     | 10  | Dennis Foggia          | KTM         | 1       | Caída     | 17       |        |
| Ret     | 44  | Arón Canet             | Honda       | 0       | Caída     | 5        |        |
| Ret     | 72  | Alonso López           | Honda       | 0       | Caída     | 11       |        |
| Ret     | 24  | Tatsuki Suzuki         | Honda       | 0       | Caída     | 18       |        |
| 1.      |     |                        |             |         |           |          |        |
| Fuente: |     |                        |             |         |           |          |        |